# Мануальная терапия
Мануа́льная терапи́я (лат. manus «кисть»; др.-греч. θεραπεία [therapeia] «лечение, оздоровление») — вид альтернативной медицины, вариант манипулятивной медицины, заключающийся в воздействии рук мануального терапевта на тело пациента.
Мануальная терапия не имеет достоверных доказательств клинической эффективности. Болеутоляющий клинический эффект у мануальной терапии при лечении мышечно-скелетной боли, вероятно, обусловлен эффектом плацебо.
Мануальная терапия и висцеральная мануальная терапия являются разновидностями массажа (также, как остеопатия, краниосакральная терапия, прикладная кинезиология, прикладная кинезиотерапия).
Мануальная терапия относится к релаксационным процедурам.

## Описание

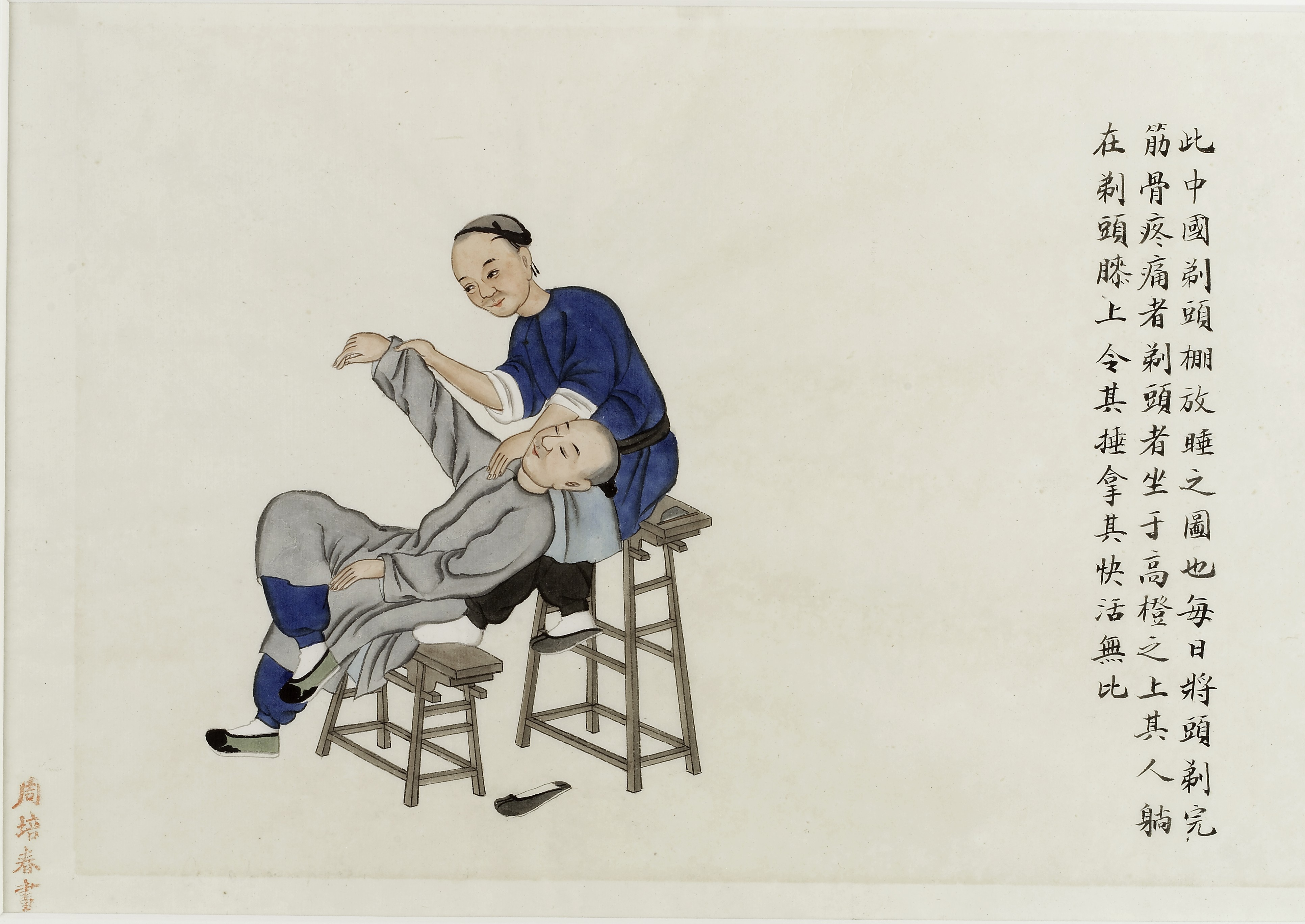

ВОЗ относит мануальную терапию к одному из видов народной, нетрадиционной и дополнительной медицины (НиДМ) наряду с натуропатией и акупунктурой.
Мануальная терапия является одним из направлений мануальной медицины, другое большое её направление — остеопатия (остеопатическое мануальное лечение, распространённое в США).
Мануальная медицина представляет собой систему диагностических и лечебных мануальных приёмов, направленных на выявление и лечение нарушений деятельности опорно-двигательного аппарата. Термин происходит от немецкого Manuelle Medizin.
Мануальная терапия представляет собой одну из манипулятивных лечебных техник. Все манипулятивные лечебные техники, как давно известные медицинский и спортивный массаж, так и недавно распространившиеся мануальная терапия, висцеральная мануальная терапия, остеопатия, прикладная кинезиология, прикладная кинезиотерапия, краниосакральная терапия, используют одни и те же технические приёмы и имеют слабую объективную доказательную базу. Хиропрактика также относится к методам мануальной терапии.
Обилие терминов у мануальных техник создаёт видимость концептуального совершенства и превосходства перед менее шумными представителями других медицинских специальностей, тогда как цель всех этих техник одна — восстановление функций элементов опорно-двигательного аппарата без изменения их структуры.
Целью мануальной терапии, проводимой медицинским работником, является снижение боли у пациента путём принудительных движений в суставах или предписанных упражнений.
Было проведено множество клинических исследований эффективности мануальной терапии, большинство из которых низкого качества (по ним невозможно сделать каких бы то ни было выводов), а оставшиеся свидетельствуют об отсутствии лечебного эффекта именно от мануальных манипуляций, воздействие врача не отличается от плацебо (псевдоманипуляций и других мануальных техник).

## История формирования мануальной терапии
Свою техническую базу современная мануальная терапия получила из опыта народной медицины (костоправное дело) и от школ, принадлежащих к альтернативной медицине (остеопатия и хиропрактика), но доказательств эффективности этих методов до сих пор не существует.
Костоправное дело
Несистематизированная форма лечебного искусства при лечении травматических и посттравматических состояний. Словосочетание «костоправное дело» использует профессор Г. А. Иваничев в своей работе «Мануальная терапия. Руководство, атлас»:
Ручные пособия при вывихах, растяжениях, перетруживаниях положили начало новой специальности — костоправному делу. Считать эту специальность особенностью какой-либо страны, естественно, оснований нет.
Высокий травматизм как военного, так гражданского характера, сопровождавший человечество на историческом пути, вынуждал лекарей-профессионалов и дилетантов эмпирически искать быстрые способы нейтрализации посттравматической боли и восстановления двигательных функций. В результате вырабатывались и передавались потомкам отдельные приёмы восстановления физиологического положения суставов и костей, иногда очень эффективные, разрабатывались частные методы отдельных профессиональных врачевателей.
Костоправное дело как форма лечебного искусства было наиболее востребовано до конца XIX века, пока не появились первые попытки философского обоснования и систематизации приёмов лечения руками.
Но и в XX веке недипломированные одиночки имели успех в своей практике. Примером может служить персона сэра Герберта Аткинсона Баркера, деятельность которого вызвала широкую дискуссию в английском обществе.
В конце XIX века в США, по историческим меркам почти одновременно, возникли две школы альтернативной медицины, начавших готовить специалистов по нейтрализации болевого синдрома и восстановлению двигательной функции при травматических нарушениях опорно-двигательного аппарата.
Остеопатия
Остеопатия — вариант мануальной терапии, созданный американцем Эндрю Стиллом в 1874 году. Остеопатией он назвал собственный метод диагностики и лечения заболеваний путём воздействия на опорно-двигательный аппарат.
Стилл считал, что причиной возникновения болей является рефлекторный мышечный спазм, провоцирующий блокаду сустава, последующее нервное раздражение и нарушение кровообращения.
Стилл отрицал все методы официальной медицины. По его собственным утверждениям, он лечил все, даже инфекционные, заболевания со 100 % эффективностью.
В 1892 году Э. Стилл создал «Американскую школу остеопатии» в миссурийском городе Керксвилл.
Школа хиропрактики
Систематизированный, практически обоснованный, но лишённый доказательной базы эффективности метод диагностики и лечения опорно-двигательного аппарата. Причиной возникновения болей предполагался подвывих сустава, провоцирующий нарушение нервной проводимости, нарушение кровообращения и дальнейший спазм мышц.
Образована американцем Дэвидом Палмером, не имеющим официального диплома о медицинском образовании, в 1897 году. А в 1902 году заведение выпустило первых специалистов этой области.
Хиропрактики обнаружили, что причина каждого инфекционного заболевания заключается в позвоночнике. Мы обнаружим подвывихи в позвоночном столбе, которые соответствуют любому типу заболевания. Если мы столкнёмся с сотней случаев оспы, я могу доказать, что там, где мы найдём подвывих в одном из них, будет то же самое обнаружено и в остальных девяносто девяти. Я устраняю подвывих и возвращаю функцию… Нет заразных болезней… Нет инфекций… Есть причина в определённом месте человека, которая превращает его в питательную среду для микробов. В этом месте они начинают размножаться… а потому их считают за причину.
Всего за 500 долл. и две недели обучения любой желающий мог стать специалистом по лечению всех болезней в школе Д. Палмера.
Распространение школ остеопатии и хиропрактики в мире
Со временем методы обеих школ широко распространились в мире. Однако этому предшествовал период сложных взаимоотношений между школами и их отношений с доказательной медициной, вплоть до судебных тяжб. Тем не менее каждая школа имела своих почитателей в среде дипломированных медиков и дилетантов.
Обе школы получили известность и в Европе. Одними из первых были О. Негели в Швейцарии, Кэри (Е. Сyriах) и Алан Стоддард в Великобритании.
К середине XX века обе школы закрепились в Северной Америке и в Европе, хотя дипломы выпускников школ признавались не во всех европейских странах.
Возникновению мануальной терапии, вероятно, способствовали описание Пиитом и Эхолсом (Peet M.M, Echols D.H. «Herniation of the nucleus pulposus. A cause of compression of the spinal cord». 1934) в 1934 году такой проблемы, как протрузия и грыжа межпозвонкового диска, и связанный с этим поиск эффективного способа помощи больным.
Доктор Попелянский А. Я. в своей книге «Клиническая пропедевтика мануальной терапии» отмечает, что определённую роль в появлении будущей мануальной терапии сыграла сформированная в 1951 году и работавшая вплоть до 1954 года международная комиссия, изучавшая деятельность остеопатов и хиропрактиков и давшая заключение о статусе школ как об организациях, не преследующих выгоду. Школы получили официальное право на обучение.
На современном этапе обе школы представлены в МФММ.
На сегодняшний день во многих штатах США остеопатия и хиропрактика запрещены, так как не смогли доказать свою практическую эффективность и были признаны лженаучными.
Часть процедур признана доказательной медициной опасными для здоровья, такие как лечение грыжи, ввиду того что после процедур симптомы гаснут, но в долгосрочной перспективе повышается риск осложнений, приводящих к инвалидности.

### Основание единого международного координационного центра
Международная Федерация Мануальной Медицины (МФММ, фр. Fédération  Internationale  de  Médecine Manuelle, FIMM).
В 1958 году представители медицины из шести европейских стран (Бельгия, Великобритания, Франция, ФРГ, Швейцария, представители стран Скандинавии), применявшие приемы остеопатии и хиропрактики в своей лечебной деятельности, основали новую школу, членами которой могли быть только врачи, — Международную Федерацию Мануальной Медицины (МФММ).
Возник своеобразный международный центр, взявший на себя серьёзные координационные обязательства по развитию этико-философской и научно-диагностической базы, систематизации практического опыта, организации обмена опытом, подготовки специалистов в новой области медицины.
Первый конгресс МФММ прошёл в Лондоне в сентябре 1965 года.

### Становление мануальной терапии в СССР и России
Хотя костоправство существовало в Российской империи издавна и повсеместно практиковалось в Советском Союзе вне медицинских учреждений, на дому, профессиональный интерес к мануальной терапии обозначился уже в 1970-е годы. Но в связи с определённой идеологической закрытостью СССР информация по новому методу была незначительной.
Наиболее интенсивное, но несколько сумбурное освоение мануальной терапии в СССР происходило в 1980-е годы.
В 1980 году по разрешению Минздрава СССР в Прагу (Чехословакия) на месячную стажировку был направлен будущий президент Российской ассоциации мануальной медицины (с 1992 по 1994 годы) Георгий Иваничев, где прошёл курс первичного обучения по мануальной терапии у профессора Карела Левита.
В 1983 году на кафедре рефлексотерапии Академии постдипломного образования была проведена специализация по мануальной терапии (зав. кафедрой проф. Гойденко В. С.), с обучением специалистов педагогов-неврологов — будущих преподавателей курсов мануальной терапии.
В 1984 году профессор Карел Левит подготовил в Казани группу будущих преподавателей мануальной терапии.
В 1986 году в Новокузнецке прошёл I Всесоюзный съезд мануальных терапевтов.
В 1987 году, в Новокузнецке было организовано Всесоюзное научное общество мануальной медицины (в дальнейшем — Всесоюзная ассоциация мануальной медицины). Его президентом был избран профессор Коган О. Г.
5 августа 1988 года — министр здравоохранения СССР Чазов Е. И. подписывает приказ № 330, который разрешает применять мануальную медицину на территории СССР.
В 1988 году в Москве был образован Московский центр мануальной терапии, в дальнейшем преобразованный в Российский центр мануальной терапии (1991).
В 1989 году состоялся первый Всесоюзный симпозиум по мануальной терапии (г. Москва).
В 1990 году организована Всесоюзная ассоциация мануальной медицины (ВАММ)Барвинченко А. А., 1991, с. 3.
В 1992 году Всесоюзная ассоциация мануальной медицины (ВАММ) переименовывается и называется «Всероссийская ассоциация мануальной медицины» (ВАММ), её президентом стал проф. Г. А. Иваничев.
В 1993 году ВАММ была принята коллективным членом Международной федерации мануальной медицины (FIMM).
В 1997 году мануальная терапия стала самостоятельной врачебной специальностью, несмотря на отсутствие доказательств эффективности этого метода в результате исследований, включённой в Реестр Министерства здравоохранения Российской Федерации (Приказ МЗ РФ от 10.12.1997 г. № 365 — отменён с 01.01.2021 года).